# Jun Takami
Jun Takami (jap. 高見 順 Takami Jun), właśc. Takama Yoshio (jap. 高間 芳雄; ur. 30 stycznia 1907 w prefekturze Fukui, zm. 17 sierpnia 1965) – japoński pisarz i poeta.

## Życiorys
Jego ojciec Sannosuke Sakamoto był gubernatorem Fukui, merem Nagoi, pisał wiersze po chińsku. Takami zaczął pisać opowiadania już w szkole średniej, chcąc rozliczyć się z bolesnymi doświadczeniami z dzieciństwa – nigdy nie spotkał się z ojcem. 
Takami studiował anglistykę na Uniwersytecie Tokijskim. Na początku lat dwudziestych uległ wpływom pisarzy awangardowych i lewicowych. Po skończeniu studiów w 1930 zainteresował się dadaizmem, marksizmem i anarchizmem. Uczestniczył w lewicowym ruchu społeczno-kulturowym i tworzył głównie literaturę proletariacką. Po aresztowaniu za działalność związkową wyrzekł się swoich poglądów i został zwolniony. Te doświadczenia i związane z nimi rozterki i cierpienia moralne opisał w powieści Kokyū wasureubeki (Można zapomnieć starego przyjaciela, 1935–1936), zaliczanej do gatunku tenkō-bungaku (literatura o nawróceniu). W swojej twórczości umiejętnie łączył elementy autobiograficzne z obserwacjami wewnętrznych przeżyć japońskiego intelektualisty i opisami życia tokijczyków np. w Ikanaru hoshi-no-shita-ni (Pod jaką gwiazdą, 1939–1940) oraz analizą wydarzeń historycznych Iyana kanji (Nieprzyjemne uczucia, 1960–1963). Opublikował także zbiory poezji Jumoku-ha (Szkoła drzew, 1947) i Shi-no fuchi yori (Na krawędzi śmierci, 1964).